# Maguda wollastoni
Maguda wollastoni är en fjärilsart som beskrevs av Rothschild 1916. Maguda wollastoni ingår i släktet Maguda och familjen nattflyn. Inga underarter finns listade i Catalogue of Life.